# Gillstads kyrkby
Gillstads kyrkby är kyrkbyn i Gillstads socken i Lidköpings kommun.  Mellan 2015 och 2020 avgränsade SCB här en småort.
Strax sydost om kyrkbyn ligger Gillstad vid riksväg 44.